# Mashui, Guangdong
Mashui (kinesiska: 马水) är en köping i sydöstra Kina. Det ligger i Yangchun i staden Yangjiang i provinsen Guangdong, omkring 200 kilometer sydväst om provinshuvudstaden Guangzhou. Antalet invånare är 34 169. Befolkningen består av 16 391 kvinnor och 17 778 män. Barn under 15 år utgör 19,0 %, vuxna 15-64 år 67 %, och äldre över 65 år 13,0 %.